# 川崎貴子
川崎 貴子（かわさき たかこ、1972年 - ）は、リントス株式会社代表。埼玉県出身。

## 概要
25歳で人材コンサルティング会社ジョヤンテを設立。女性に特化した人材コンサルティング業、教育事業、女性活躍コンサルティング業など、女性のエンパワーメントに力を入れた事業が多い。
2014年より、女性向け婚活予備校「魔女のサバト」を主催。  2016年には共働き志向の男女向け婚活サービス「キャリ婚」を創設。　現在は、リントス株式会社代表。ベランダ株式会社取締役、株式会社ninoyaの取締役、株式会社インプレスマネージの社外取締役を兼任している。

## 著書
- 上司の頭はまる見え。（サンマーク出版、2006年）
- 愛は技術 何度失敗しても女は幸せになれる。（ベストセラーズ、2015年）
- 私たちが仕事をやめてはいけない57の理由（大和書房、2015年）
- 結婚したい女子のための ハンティング・レッスン（総合法令出版、2015年）
- モテと非モテの境界線　ＡＶ監督と女社長の恋愛相談（二村ヒトシとの共著、2016年）
- 我がおっぱいに未練なし（大和書房、2017年）
- やっぱり結婚しなきゃ! と思ったら読む本: 35歳からのナチュ婚のすすめ（金沢悦子、トイアンナとの共著、2021年）